# 공정사회
"공정사회"(영어: Azooma)는 2013년 개봉한 대한민국의 영화이다.

## 줄거리
보험회사에 다니며 어린 딸을 홀로 키우는 아줌마(장영남 분)는 늦은 귀가로 딸을 챙기지 못한 어느 날 딸이 끔찍한 일을 당했다는 것을 알게된다. 아줌마는 범인(황태광 분)을 잡기 위해 고군분투하지만 담당형사(마동석 분)는 절차상 문제를 운운하며 딸에게 정신적 상처를 안겨주고, 남편(배성우 분)은 자신의 명예가 실추될까 사건을 은폐하려고만 한다. 아줌마는 자신만의 방식으로 범인을 찾아 응징한다.

## 캐스팅
- 장영남 - 그녀 역
- 마동석 - 마동철 형사 역
- 황태광 - 남자 역
- 배성우 - 이승현 역
- 추귀정
- 이재희 - 연주 역
- 김형종 - 흥신소 대장 역
- 강현중 - 흥신소 남 역
- 홍기준 - 황기자 역
- 엄태구 - 파출소경찰 1 역
- 박신영 - 뉴스 앵커 역
- 지대한 - 택시기사 역
- 도용구 - 출동경찰 1 역
- 누엘 - 출동경찰 2 역
- 최선중 - 의사 역

## 수상
- 2012년 제17회 부산국제영화제 한국영화감독조합상- 여자배우상(장영남)
- 2012년 코스타리카 국제영화제 작품상
- 2013년 얼바인 국제영화제 여우주연상 (장영남)
- 2013년 벨로이트 국제영화제 작품상
- 2013년 네바다 국제영화제 플래티넘 릴 어워드 수상
- 2013년 에센스 국제영화제 1등상

## 같이 보기
- 조두순 사건